# Open BLS de Limoges 2019 - Doppio
Veronika Kudermetova e Galina Voskoboeva erano le detentrici del titolo ma hanno deciso di non partecipare a questa edizione del torneo.
Georgina García Pérez e Sara Sorribes Tormo hanno sconfitto in finale Ekaterina Aleksandrova e Oksana Kalašnikova con il punteggio di 6-2, 7-6(3).

## Teste di serie
1. Anna Blinkova /  Monica Niculescu (semifinale)
2. Cornelia Lister /  Renata Voráčová (semifinale)

1. Georgina García Pérez /  Sara Sorribes Tormo (Campionesse)
2. Ekaterina Aleksandrova /  Oksana Kalašnikova (finale)

## Tabellone

### Legenda
| - Q = Qualificato - WC = Wild card - LL = Lucky loser | - ALT = Alternate - SE = Special Exempt - PR = Protected Ranking | - w/o = Walkover - r = Ritirato - d = Squalificato |

|  | Quarti di finale | Quarti di finale                | Quarti di finale                | Quarti di finale | Quarti di finale |  |  | Semifinali | Semifinali                      | Semifinali | Semifinali                   | Semifinali                   |   |    | Finale | Finale                          | Finale                          | Finale | Finale |  |
|  |                  |                                 |                                 |                  |                  |  |  |            |                                 |            |                              |                              |   |    |        |                                 |                                 |        |        |  |
|  | 1                | A Blinkova M Niculescu          | A Blinkova M Niculescu          | 6                | 6                |  |  |            |                                 |            |                              |                              |   |    |        |                                 |                                 |        |        |  |
|  |                  | S Šapatava E Webley-Smith       | S Šapatava E Webley-Smith       | 2                | 1                |  |  | 1          | A Blinkova M Niculescu          | 6          | 2                            | [7]                          |   |    |        |                                 |                                 |        |        |  |
|  | 3                | G García Pérez S Sorribes Tormo | G García Pérez S Sorribes Tormo | 6                | 7                |  |  | 3          | G García Pérez S Sorribes Tormo | 3          | 6                            | [10]                         |   |    |        |                                 |                                 |        |        |  |
|  |                  | L Pigossi T Zidanšek            | L Pigossi T Zidanšek            | 2                | 65               |  |  |            |                                 |            |                              |                              |   |    | 3      | G García Pérez S Sorribes Tormo | G García Pérez S Sorribes Tormo | 6      | 7      |  |
|  |                  | G Minnen A Van Uytvanck         | 3                               | 6                | [7]              |  |  |            |                                 | 4          | E Aleksandrova O Kalašnikova | E Aleksandrova O Kalašnikova | 2 | 63 |        |                                 |                                 |        |        |  |
|  | 4                | E Aleksandrova O Kalašnikova    | 6                               | 3                | [10]             |  |  | 4          | E Aleksandrova O Kalašnikova    | 6          | 3                            | [16]                         |   |    |        |                                 |                                 |        |        |  |
|  | WC               | A Hesse C Paquet                | 6                               | 2                | [8]              |  |  | 2          | C Lister R Voráčová             | 4          | 6                            | [14]                         |   |    |        |                                 |                                 |        |        |  |
|  | 2                | C Lister R Voráčová             | 4                               | 6                | [10]             |  |  |            |                                 |            |                              |                              |   |    |        |                                 |                                 |        |        |  |